# Asaf Khan

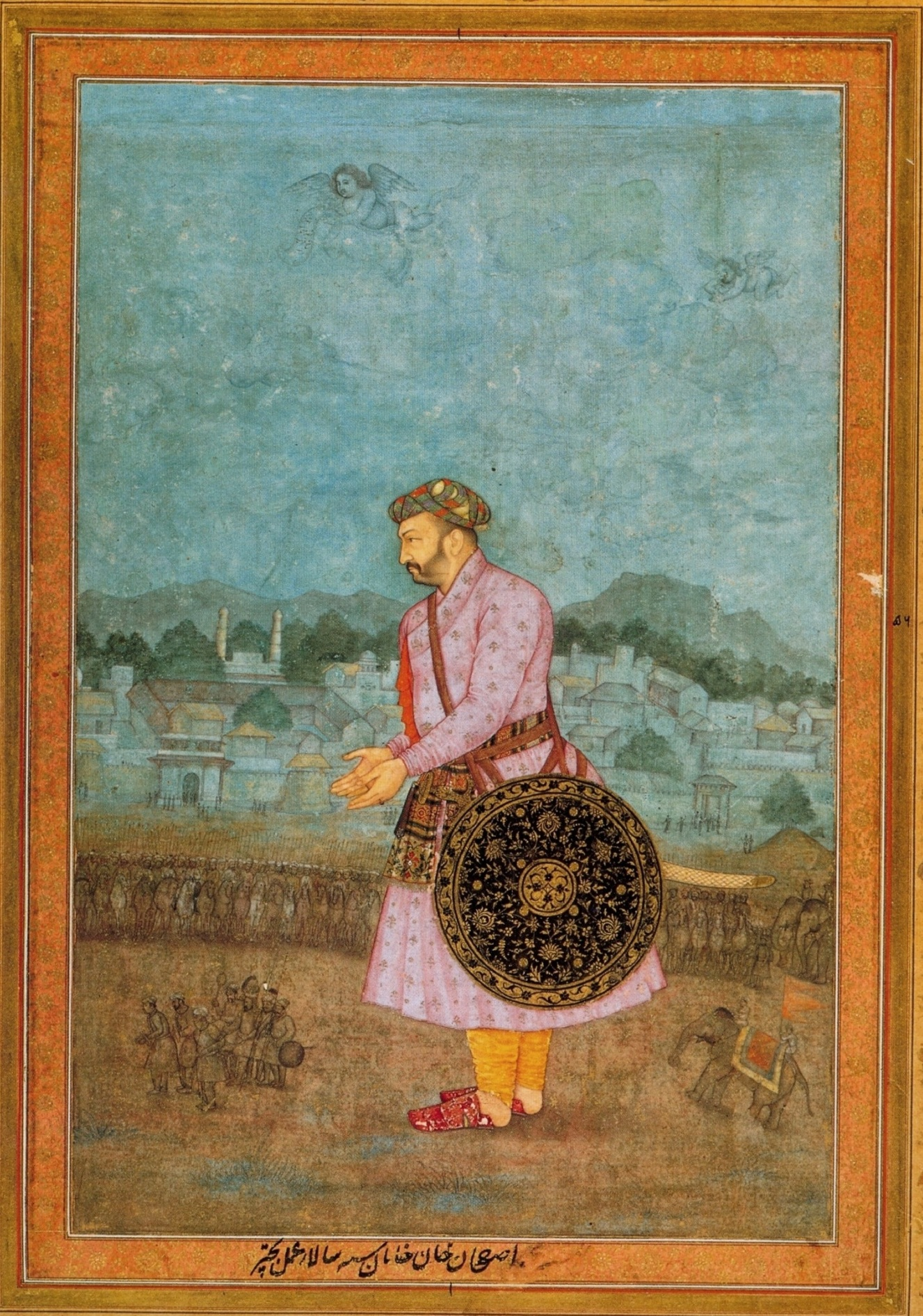
Asaf Khan

Abul-Hasan ibn Mirza Ghiyas Beg, bekannter unter seinem höfischen Kurznamen Asaf Khan (geboren 1569; gestorben 10. November 1641), war ein indischer Politiker der Mogulzeit.

## Familie
Die Familie Asaf Khans (Asaf Chān) war persischen Ursprungs; der Vater, der später den Ehrentitel Itimad-ud-Daula erhielt, die Mutter und 4 Kinder kamen um 1590 als Flüchtlinge nach Nordindien. Als älterer Bruder von Nur Jahan war er Schwager des Großmoguls Jahangir. Seine Tochter Mumtaz Mahal (1593–1631) heiratete Prinz Khurram, den späteren Großmogul Shah Jahan. Asaf Khan war sowohl unter Jahangir (reg. 1605–1627) als auch unter Shah Jahan (reg. 1627–1658) Wesir; er hatte unter beiden Herrschern großen Einfluss. Sein Enkel Aurangzeb (reg. 1658–1707) war der letzte bedeutende Mogulherrscher Indiens.

## Biografie
Im Jahr 1625 ernannte Jahangir Asaf Khan zum Gouverneur (subahdar) von Gujarat und zwei Jahre später zum Gouverneur von Lahore. Schon vor dem Tod Jahangirs (1627) stellte sich Asaf Khan im Ringen um die Thronfolge gegen seine Schwester und auf die Seite seines Schwiegersohns Shah Jahan. Es gelang ihm, seine Schwester zu entmachten und im Auftrag Shah Jahans dessen Thronrivalen Shahriyar, den jüngsten Sohn Jahangirs, auszuschalten. Er besiegte Shahriyar, der mit Ladli Begam, der Tochter Nur Jahans aus erster Ehe, verheiratet war, und tötete ihn. Im Verlauf der Auseinandersetzung konnte er die Söhne Shah Jahans, die seine Schwester als Geiseln genommen hatte, aus deren Palast entführen.

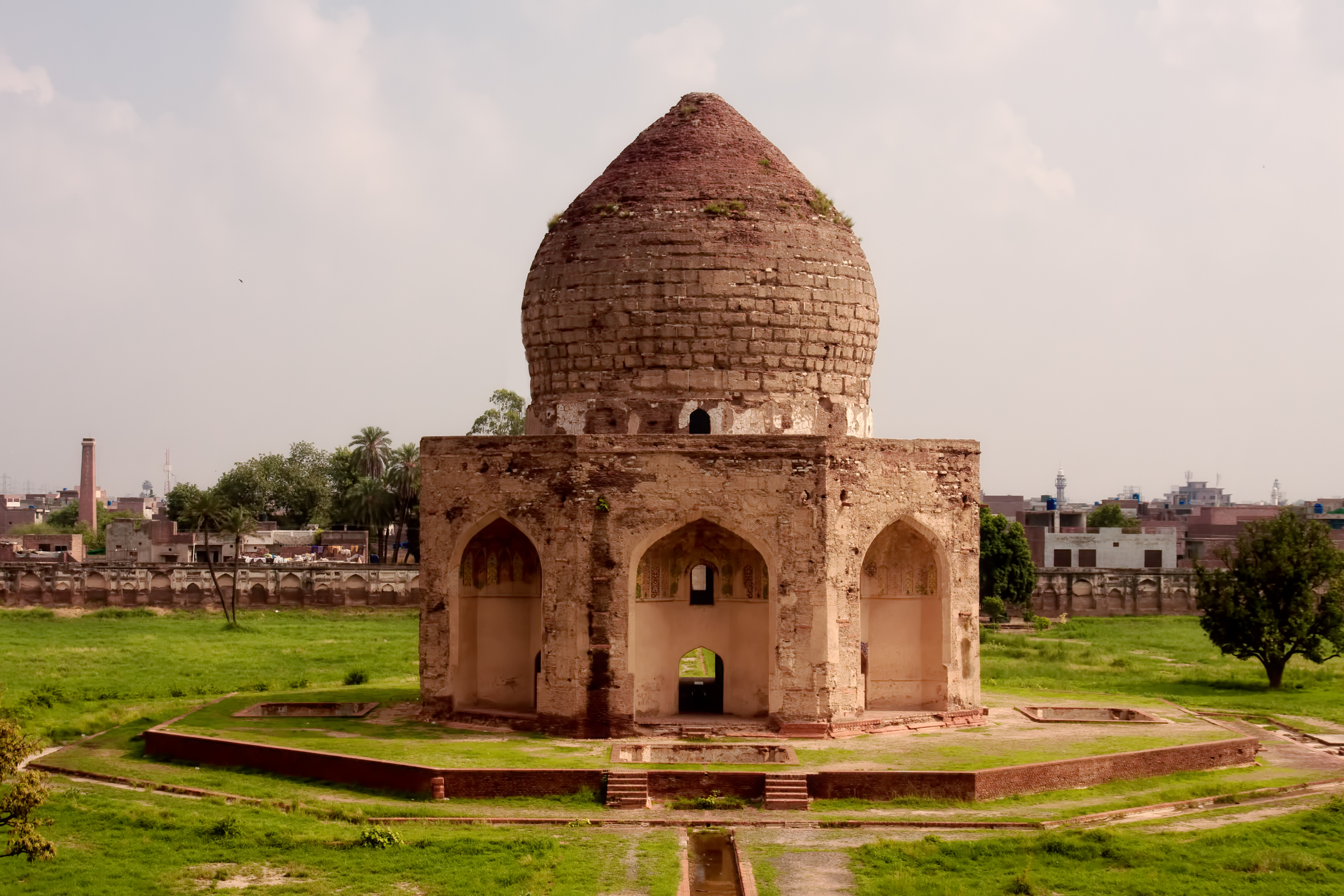
Mausoleum Asaf Khans (um 1642)

Asaf Khan beeinflusste die Politik bis zu seinem Tod (1641) maßgeblich. Er gilt als großer und geschickter Staatsmann.

## Mausoleum
Asaf Khan wurde in einem achteckigen – ehemals mit farbigen Kachelornamenten bedeckten, heute jedoch fast verfallenen – Grabbau mit zweischaliger Kuppel bei Lahore begraben. Dieser befindet sich nahe bei den Mausoleen seines Schwagers Jahangir und seiner Schwester Nur Jahan.